# Pseudopanurgus opacellus
Pseudopanurgus opacellus är en biart som först beskrevs av Cockerell 1949.  Pseudopanurgus opacellus ingår i släktet Pseudopanurgus och familjen grävbin. Inga underarter finns listade i Catalogue of Life.